# Vinnius
Genre
Vinnius est un genre d'araignées aranéomorphes de la famille des Salticidae.

## Distribution
Les espèces de ce genre se rencontrent au Brésil et en Argentine.

## Liste des espèces
Selon World Spider Catalog (version 18.0, 26/05/2017) :
- Vinnius buzius Braul & Lise, 2002
- Vinnius camacan Braul & Lise, 2002
- Vinnius subfasciatus (C. L. Koch, 1846)
- Vinnius uncatus Simon, 1902

## Publication originale
- Simon, 1902 : Description d'arachnides nouveaux de la famille des Salticidae (Attidae) (suite). Annales de la Société Entomologique de Belgique, vol. 46, p. 24-56 & 363-406 (texte intégral).